# Крылов, Алексей Гаврилович
Алексей Гаврилович Крылов (15 декабря 1913, Могилёв — 1 октября 1991, Днепропетровск) — советский детский поэт, писатель
. Член Союза писателей.

## Биография
Родился в семье юриста. Затем семья переехала в Екатеринослав. В 1929 году окончил трудовую школу.
Окончил Днепропетровский металлургический институт. По распределению был направлен на Сталинградский тракторный завод, где и встретил войну. По возвращении в Днепропетровск работал в институте «Днепрогипрошахт». Уже там ему доверили редактировать многотиражку заведения.
В 1960-е стал директором Днепропетровского книжного издательства, затем называвшегося «Проминь».
Долгое время возглавлял издательство «Сич».
Однажды я случайно поставила чайник на какую-то папку, лежавшую на кухне, — вспоминала супруга Крылова. — Муж кричал ужасно: «Это же рукопись, это же человеческий труд! Как ты можешь!»
В последние годы жизни болел после падения и повреждения позвоночника.
В Днепропетровске жил по адресу: проспект Пушкина (ныне — проспект Леси Украинки), 37.
Жена Валентина Васильевна, дочь Марина (1964 г. р.). С женой познакомились в издательстве «Проминь», куда она попала на работу после окончания МГУ.

### Творческая деятельность
Автор книг для детей «Как лечили петуха», «Кот Василий», сборников басен «Храбрый заяц», «Ручеёк сатирический». Наиболее известные стихотворения: «Кот Василий», «Заболел петух ангиной», «Кто там бродит в огороде? Это я, козёл Мефодий».
Поэтом Алексей Крылов себя не считал и написал всего пару десятков басен и несколько стихотворений для детей, последние, однако, ещё при его жизни получили большую популярность. Известность ему принёс сборник детских стихов «Кот Василий» (1955).
Стихи его переведены на несколько языков, в частности на немецкий, болгарский, венгерский, чешский. По некоторым из его стихов сняты мультфильмы.